# Монтеверді-Мариттімо
Монтеверді-Мариттімо (італ. Monteverdi Marittimo) — муніципалітет в Італії, у регіоні Тоскана,  провінція Піза.
Монтеверді-Мариттімо розташоване на відстані близько 210 км на північний захід від Рима, 80 км на південний захід від Флоренції, 65 км на південний схід від Пізи.
Населення — 761 особа (2014).
Щорічний фестиваль відбувається 30 листопада. Покровитель — Андрій Первозваний.

## Демографія
Населення за роками:

Станом на 1 січня 2023 року в муніципалітеті офіційно проживало 148 іноземців з 22 країн, серед них 56 громадян країн Євросоюзу та 11 громадян України.

## Сусідні муніципалітети
- Біббона
- Кастаньєто-Кардуччі
- Монтекатіні-Валь-ді-Чечина
- Монтеротондо-Мариттімо
- Помаранче
- Сассетта
- Суверето